# Teutamus rhino
Teutamus rhino är en spindelart som beskrevs av Christa L. Deeleman-Reinhold 200. Teutamus rhino ingår i släktet Teutamus och familjen månspindlar. Inga underarter finns listade i Catalogue of Life.